# Meligethes czwalinai
Meligethes czwalinai – gatunek chrząszcza z rodziny łyszczynkowatych i podrodziny Meligethinae.

## Taksonomia
Gatunek ten opisany został po raz pierwszy w 1871 roku przez Edmunda Reittera.

## Morfologia
Chrząszcz o owalnym w zarysie, stosunkowo wyraźnie wysklepionym ciele długości od 2,3 do 3,1 mm. Wierzch ciała ma zielony, zielononiebieski lub niebieski z silnym połyskiem metalicznym, a odnóża rdzawe. Przyszwowy rządek na pokrywach ma na całej długości przebieg równoległy do szwu. Na zapiersiu samca widnieje trójkątnawy wcisk, u samca nieszczególnie głęboki, a u samicy płytki. Odnóża mają uda dwukrotnie dłuższe niż szerokie, a stopy o pazurkach pozbawionych ząbka u podstawy. Przednia para goleni cechuje się zewnętrzną krawędzią uzbrojoną w drobne, ostre ząbki, z których żaden nie wyróżnia się kształtem. Odnóża pary środkowej mają na brzusznej krawędzi uda ząbek. Genitalia samca charakteryzują się płatem środkowym edeagusa z równoległymi bokami i zaokrąglonym, zaopatrzonym w drobną szczerbinkę szczytem, a paramerami w części odsiebnej rozszerzonymi i na przedzie trójkątnie wciętymi.

## Ekologia i występowanie
Owad ten preferuje obszary górzyste i podgórskie. Zarówno larwy, jak i postacie doskonałe są fitofagami żerującymi na pyłku. Monofagiczne larwy rozwijają się w kwiatach miesiącznicy trwałej, natomiast postacie dorosłe odwiedzają kwiaty bzu koralowego i różnych przedstawicieli selerowatych i kapustowatych.
Gatunek palearktyczny, znany z Hiszpanii, Francji, Belgii, Niemiec, Szwajcarii, Austrii, Włoch, Danii, Szwecji, Estonii, Łotwy, Litwy, Polski, Czech, Słowacji, Węgier, Ukrainy, Rumunii, Słowenii, Chorwacji, Bośni i Hercegowiny, Czarnogóry, Serbii i Albanii. W Polsce jest bardzo rzadki, podawany z Dolnego Śląska i Babiej Góry.